# Gretna Green

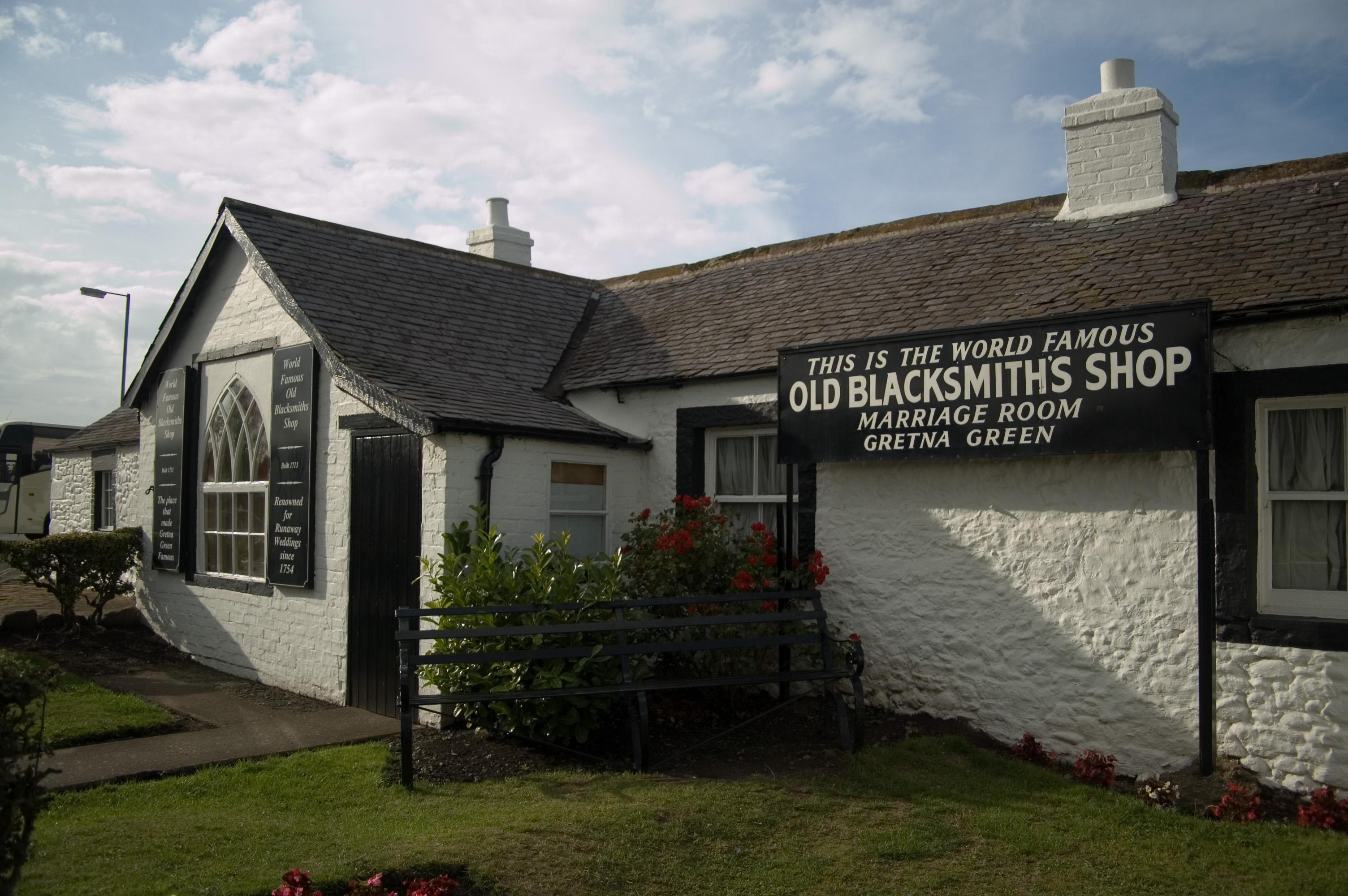
Smedens hus i Gretna Green.

Gretna Green är namnet på en gård och by strax norr om orten Gretna i skotska grevskapet Dumfries.
På grund av sitt läge nära engelska gränsen var stället en vanlig tillflyktsort för sådana personer, som utan giftomans samtycke ville ingå äktenskap efter den i Skottland gällande kanoniska rätten. Enligt denna är det nämligen för äktenskapets giltighet tillräckligt, att de båda parterna inför trovärdigt vittne förklarar sig vilja äkta varandra. Denna förklaring ägde vanligen rum inför fredsdomaren, som en längre tid händelsevis var en och samma person, enligt traditionen till yrket smed, varför den meningen gjorde sig gällande, att "Smeden i Gretna Green" hade särskilt privilegium på att sluta dylika äktenskap. Makarnas namn antecknades i ett register som bevis på, att en äktenskapsförbindelse verkligen ingåtts.
Bland de många ryktbara namnen i Gretna Greens register märks earlen av Westmorland, Sheridan och lordkanslern Erskine. Genom en parlamentsakt (1856) förklarades alla "Gretna Greens giftermål" ogiltiga fr.o.m. 1 januari 1857, och efter detta datum ägde inga äktenskap i Skottland laga kraft, såvida inte endera parten före äktenskapets ingående bott i landet minst 21 dagar.
Vid Gretna Green går den viktiga motorvägen M6 som är en del i motorvägsförbindelsen mellan Glasgow och London.